# Триєрархія
Триєрархія (грец. τριηραρχία) — найбільш обтяжлива з усіх надзвичайних афінських літургій, тобто натуральних повинностей, які здійснювались через безкоштовні громадські посади. Триєрарх був зобов'язаний спорядити побудований державою військовий корабель — триєру (від імені якої, власне, й походить назва літургії) — протягом всієї кампанії підтримувати його у бойовій готовності та командувати кораблем. При цьому триєрархія звільняла громадянина від усіх інших літургій впродовж поточного року.

## Історія
У давні часи триєрархії літургії в Афінах не було. До перських війн в Афінах було мало кораблів (близько 50 — по одному від кожної навкрарії). Коли Фемістокл значно збільшив флот, то навкрарії були скасовані і замінені триєрархією.
Спочатку триєрархи отримували від держави кожен по одному таланту. Згодом вони одержували тільки не споряджене судно, платню екіпажу та продовольчі гроші. Сумарні витрати за триєрархією звичайно досягали значної суми — від 40 мін до 1 таланту. Тож не дивно, що вже після сицилійської експедиції почали іноді розподіляти витрати на двох громадян, тим більше, що внаслідок Пелопоннеської війни громадяни значно збідніли. Але й це не допомагало: громадяни замість того, щоб завідувати кораблем, віддавали оснащення корабля на відкуп, від чого страждали інтереси держави.

### Заснування триєрархічнихсимморій
Тому в 358 до н. е. колишні постанови були скасовані і на триєрархії було поширено установу симморій таким чином, що до виконання таких літургій залучалися тільки 1 200 найзаможніших громадян, розділених на 20 симморій, по 60 чоловік у кожній.
Кожна симморія мала свого начальника (гегемона) та скарбника (епімелета). Головну роль у симморіях грали 300 найбагатших громадян, які обиралися з кожної симморії по 15 осіб, з їх середовища обирали гегемонів. Кожна симморія була крім того ще розділена на кілька синтелій (грец. συντελειαι), які складались з 2 — 16 осіб — це залежало від того, скільки у кожного було майна, або скільки в цьому році потрібно кораблів.
Однак і це нововведення ні до чого не призвело, оскільки найбагатші громадяни діяли на шкоду своїм менш заможним товаришам. Тому в 340 до н. е., за пропозицією Демосфена був введений новий закон: всі заможні люди зобов'язувались брати участь у спорядженні таким чином:
- хто мав 10 талантів, повинен був снаряди 1 корабель;
- хто мав 20 талантів - 2 корабля (але в жодному разі не більше 2 кораблів);
- якщо хто мав менше 10 талантів, об'єднуються з іншими, також менш заможними товаришами, щоб разом з ними досягти суми 10 талантів.

## Порядок призначення
Заборонялось змушувати триєрарха відправляти цей обов'язок два роки поспіль. Якщо хто-небудь вважав, що літургія ця належить заможнішому громадянину, він міг запропонувати її останньому; якщо той відмовлявся, перший міг вимагати обмін майном (грец. άστιοσις). За відмови ця справа представлялася до суду, який вирішував, кому відправляти цю літургію. Після закінчення року триєрарх повинен був повернути корабель у справному стані та надати звіт логістам.